# Vol BOAC 777-A
Le 1er juin 1943, le Douglas DC-3 assurant le vol BOAC 777-A, reliant l'aéroport de Portela à Lisbonne, au Portugal, à l'aéroport de Whitchurch (en), près de Bristol, en Angleterre, est attaqué et abattu par huit chasseurs-bombardiers à long rayon d'action allemands Junkers Ju 88C-6, alors qu'il vole au large des côtes françaises dans le golfe de Gascogne, entraînant la mort des 17 personnes à bord parmi lesquelles l'acteur Leslie Howard.
C'est à cette époque le 9e accident aérien le plus grave.

## Contexte historique
Lorsque la guerre éclate en Europe, le ministère britannique de l'aviation interdit les vols privés ainsi que la plupart des vols intérieurs.
A cette époque, les compagnies Imperial Airways et British Airways Ltd (en), qui sont alors en cours de fusion et de nationalisation sous le nom de BOAC, sont évacuées de l'aérodrome de Croydon et de l'aéroport de Heston (en) vers l'aéroport de Whitchurch (en), situé à l'extérieur de Bristol.
La compagnie aérienne néerlandaise KLM exploitait un service DC-3 direct entre Amsterdam et le Portugal, en évitant l’espace aérien français, britannique et espagnol. Lorsque l'Allemagne a envahi les Pays-Bas en mai 1940, la KLM avait plusieurs avions de ligne en vol hors des Pays-Bas. Certains ont réussi à se rendre en Grande-Bretagne, tandis que d’autres ont relié les territoires britanniques et néerlandais comme la Palestine, les Indes orientales néerlandaises mais aussi l'Australie.
Le gouvernement britannique a réquisitionné et regroupé les avions néerlandais à l'aéroport de Shoreham. Après des négociations, le ministère de l'Air Britannique et le gouvernement néerlandais en exil installé à Londres s'engagent à utiliser les avions et les équipages de KLM et s'accordent pour remplacer l'avion de Havilland Albatross qui faisait la liaison entre la Grande-Bretagne et le Portugal. L'accord prévoyait également que les équipages seraient entièrement néerlandais, bien que les vols aient utilisé des numéros de vol BOAC et que les avions de la KLM étaient hébergés à la base de la BOAC à Whitchurch.
Après la chute de la Norvège, des Pays-Bas, de la Belgique et de la France, ainsi que l’entrée de l'Italie dans la guerre, seuls les pays neutres, la Suède, l’Irlande et le Portugal, restaient des destinations européennes pour la BOAC.
Au Royaume-Uni, les vols aériens civils étaient limités à des altitudes allant de 300 à 910 mètres (1 000 à 3 000 pieds) et pouvaient voler uniquement pendant la journée pour faciliter leur identification.
Le gouvernement britannique avait également interdit ces vols aux diplomates, aux militaires, aux personnalités et aux personnes ayant reçu un ordre spécial du gouvernement.

## Avion
Le Douglas DC-3 baptisé Ibis (nl), le premier DC-3 de la compagnie néerlandaise KLM, lui a été livré le 21 septembre 1936 et vole sous l'immatriculation PH-ALI. Le 10 mai 1940, en raison de l'invasion allemande, son équipage reçoit l'ordre de rester en Angleterre. Le 25 juillet 1940, il reçoit une nouvelle immatriculation, G-AGBB, l'extérieur orange étant repeint dans des couleurs de camouflage.
Au début de la guerre, les avions empruntant l'itinéraire Lisbonne-Whitchurch (Bristol) (en) n'ont pas été inquiétés et les deux puissances ont respecté la neutralité du Portugal. Cependant, en 1942, la guerre aérienne avait débuté dans le golfe de Gascogne, au nord de l'Espagne et au large de la côte ouest de la France.
C'est la troisième fois que l'Ibis était attaqué  par la Luftwaffe, après le 15 novembre 1942 et le 19 avril 1943, où il avait réussi à s'échapper malgré de lourds dommages, et tous les occupants s'en étaient sortis indemnes.
L'équipage néerlandais comprenait le commandant de bord Quirinus Tepas, le copilote Dirk de Koning (qui avait survécu à la deuxième attaque de l'Ibis), le radio Cornelis van Brugge (ancien participant de la course aérienne Londres-Melbourne en 1934, et l'ingénieur navigant Engbertus Rosevink.

## Attaque
Le 1er juin 1943, le décollage du vol de Lisbonne à Witchurch, numéro BOAC 777-A, est prévu à 7 h 30, mais il est retardé lorsque Howard doit quitter l'avion pour aller chercher le colis qu'il avait laissé à la douane.
À 7 h 35, le vol 777-A quitte l’aéroport de Portela à Lisbonne et l'aéroport de Witchurch en est informé par un message de départ. La communication radio continue jusqu'à 10 h 54 GMT, alors que le DC-3 survole le golfe de Gascogne à environ 350 km de la côte nord-ouest de La Corogne en Espagne. Witchurch reçoit alors un dernier message de l'opérateur radio, qui indique qu'ils ont été attaqués par 46°30'N, 9°37'W. Peu de temps après, attaqué par huit Junkers Ju 88C-6 allemands, l'avion s'écrase en mer et coule.

Le destroyer espagnol Mellila est envoyé sur place le 2 juin mais ne trouve aucune trace de l'avion ni des passagers. Le lendemain, la BOAC publie cette déclaration :

« The British Overseas Airways Corporation regrets to announce that a civil aircraft on passage between Lisbon and the United Kingdom is overdue and presumed lost. The last message received from the aircraft stated that it was being attacked by an enemy aircraft. The aircraft carried 13 passengers and a crew of four. Next-of-kin have been informed. »

## Motif de l'attaque
Trois jours après l'accident du DC-3, le New York Times écrit : « On croit, à Londres, que les avions nazis ont attaqué dans l'éventualité que le Premier ministre Winston Churchill soit au nombre des passagers ». En effet celui-ci venant de Washington arriva à Alger le 30 mai 1943. Les services du SD et de l'Abwehr en furent informés le jour même et envoyèrent des rapports, toutes les heures, sur les faits et gestes de Churchill. Le 1er juin 1943, un gentleman âgé, gros, chauve, à tête de bouledogue est aperçu à l'aéroport de Lisbonne embarquant sur le vol BOAC 777-A à destination de l'Angleterre, un énorme cigare fiché entre les lèvres. Ce gentleman du nom d'Alfred Chenhalls aurait été confondu avec Churchill par des espions ne le connaissant qu'en photo. Cette hypothèse a été présentée par Churchill lui-même comme prouvée, dans son livre The Hinge of Fate publié en 1950. Elle est aujourd'hui communément admise par les historiens.
Selon une autre théorie, le DC-3 aurait été abattu en raison du fait que plusieurs passagers, dont l'acteur Leslie Howard, interprète d'Ashley Wilkes dans Autant en emporte le vent et dont Alfred Chenhalls était l'agent, étaient des espions britanniques. Des experts cités par son fils Ronald soutiennent que Leslie Howard, figure de proue de la propagande britannique anti-nazie, était la cible de l'attaque.
Durant la Seconde Guerre mondiale, des avions civils britanniques et allemands opéraient à partir des mêmes installations situées à l'aéroport de Portela, et des espions alliés et de l'Axe pouvaient aisément observer le trafic aérien entrant et sortant. La route Lisbonne-Whitchurch transportait fréquemment des agents et des prisonniers de guerre en Grande-Bretagne.
Selon des rumeurs, les services secrets britanniques avaient eu connaissance du projet nazi d'abattre le DC-3, mais n'auraient pas transmis l'information pour ne pas éventer le projet Ultra (le décryptage de la machine Enigma).

## Liste des passagers

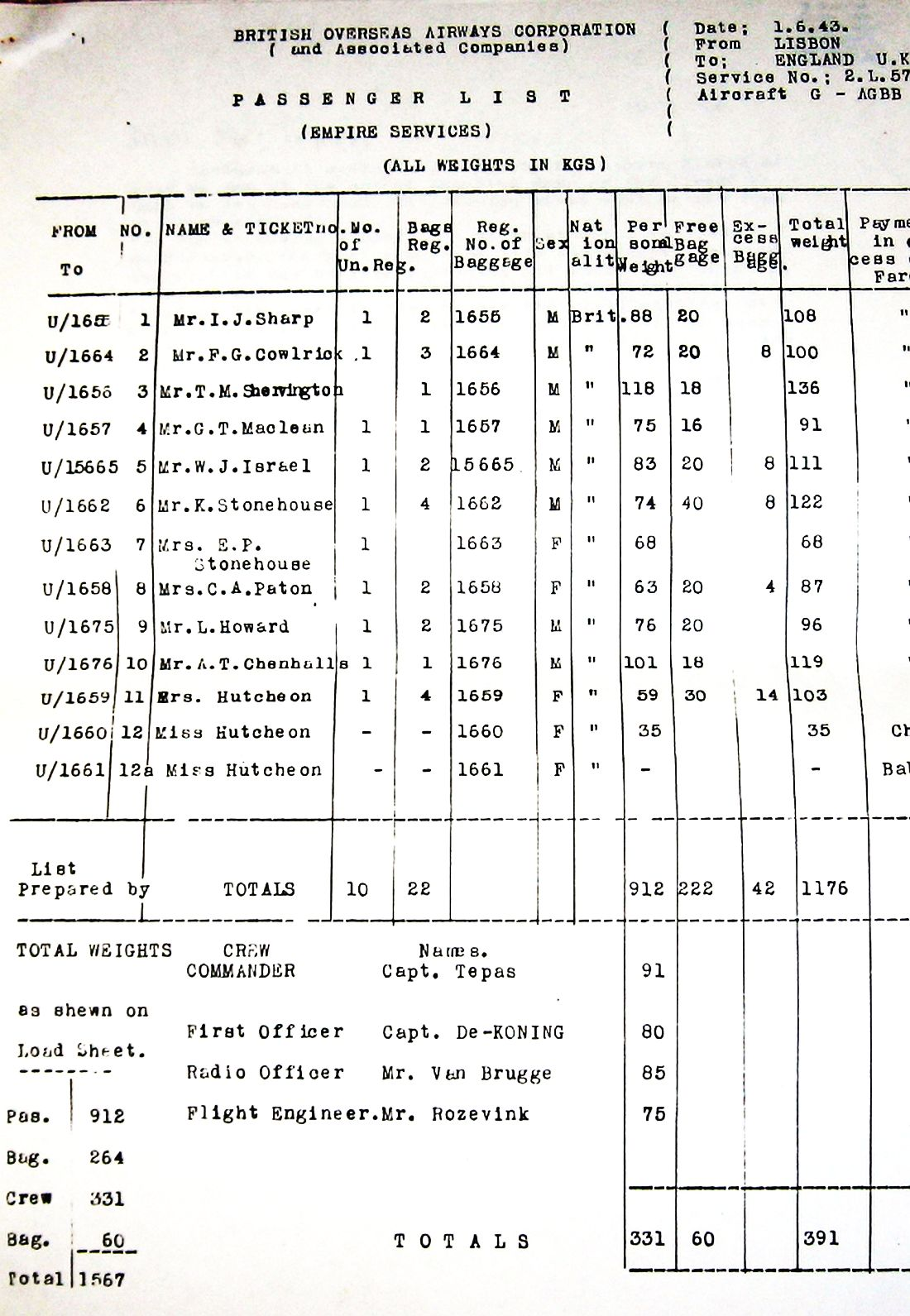
Liste des passagers

- Ivan James Sharp. Il occupait une position importante à l'United Kingdom Commercial Corporation (UKCC). Il avait été nommé par le gouvernement britannique pour acheter du tungstène pour l'effort de guerre anglais.
- Francis German Cowlrick. Il était au service de la société d'ingénierie américaine Babcock et Wilcox.
- Gordon Thomas MacLean. Il faisait partie du Foreign Office.
- Kenneth Stonehouse. Il était correspondant de l'agence de presse Reuters.
- Evelyn Peggy Stonehouse. Épouse de Kenneth Stonehouse.
- Wilfred Jacob Berthold Israel (en) était un militant juif anglo-allemand qui travaillait à sauver les Juifs de l'Holocauste. Né en Angleterre d'une mère anglo-juive et d'un père juif allemand, il dirige, avec son frère, le grand magasin Nathan Israël à Berlin jusqu'à sa saisie par les nazis en 1938. Dès 1933, il obtenait des informations sur les listes d’arrestation nazies et avertissait les victimes visées. Il a travaillé avec des fonctionnaires consulaires de l’ambassade britannique pour obtenir des visas puis, en 1936, il a licencié 700 membres du personnel juif de son entreprise en leur donnant deux ans de salaire, en leur disant de se sauver et de quitter l’Allemagne. Après la Nuit de Cristal, il a joué un rôle déterminant dans la création du Kindertransport, qui a permis de sauver plus de 10 000 enfants juifs d’Allemagne et d’Autriche. Il reste à Berlin jusqu'en 1939, année où il part pour la Grande-Bretagne. Avant le déclenchement de la guerre, il retourne à Berlin pour assurer le départ d’un dernier train d'enfants. Le 26 mars 1943, il quitte la Grande-Bretagne pour le Portugal et passe deux mois à enquêter sur la situation des Juifs en Espagne et au Portugal. Il a trouvé jusqu'à 1 500 réfugiés juifs en Espagne, dont beaucoup ont été aidés à obtenir des certificats palestiniens, et il a proposé un plan au gouvernement britannique pour les aider.
- Cecilia Amelia Falla Paton.
- Leslie Howard. Acteur, réalisateur et producteur de cinéma. L'intrigue la plus intense a entouré l'acteur Leslie Howard qui était alors au sommet de sa carrière et qui a connu une renommée mondiale après Le Mouron rouge (1934) et Autant en emporte le vent (1939). Outre les éloges à l'écran, le gouvernement britannique lui avait décerné des prix pour sa propagande antinazie et ses films produits en soutien à l'effort de guerre, comme Monsieur Smith agent secret (1941)[10]. Il était allé en Espagne et au Portugal, officiellement, pour promouvoir le film Combat éternel par une tournée de conférences.
- Alfred Tregar Chenhalls. Il était ami personnel et comptable de Leslie Howard.
- Rotha Voilet Lettie Hutcheon.
- Petra Hutcheon, âgée de 11 ans, fille de Rotha Voilet Lettie Hutcheon.
- Caroline Hutcheon, âgée de 18 mois, fille de Rotha Voilet Lettie Hutcheon.
- Tyrell Milmay Shervington était directeur de la compagnie pétrolière Shell Mex (en) à Lisbonne, mais il était également l'agent H.100 des opérations ibériques du Special Operations Executive

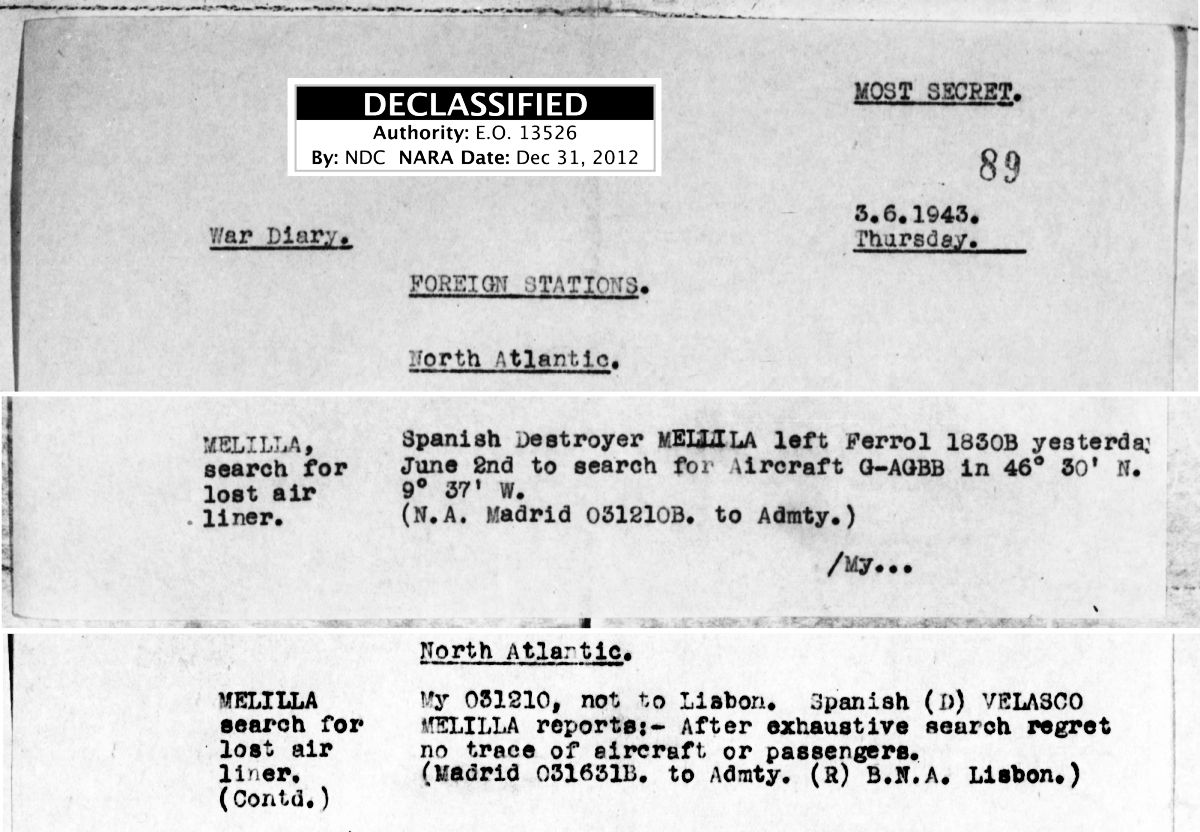
Rapport de recherche de l'appareil effectué par un destroyer espagnol
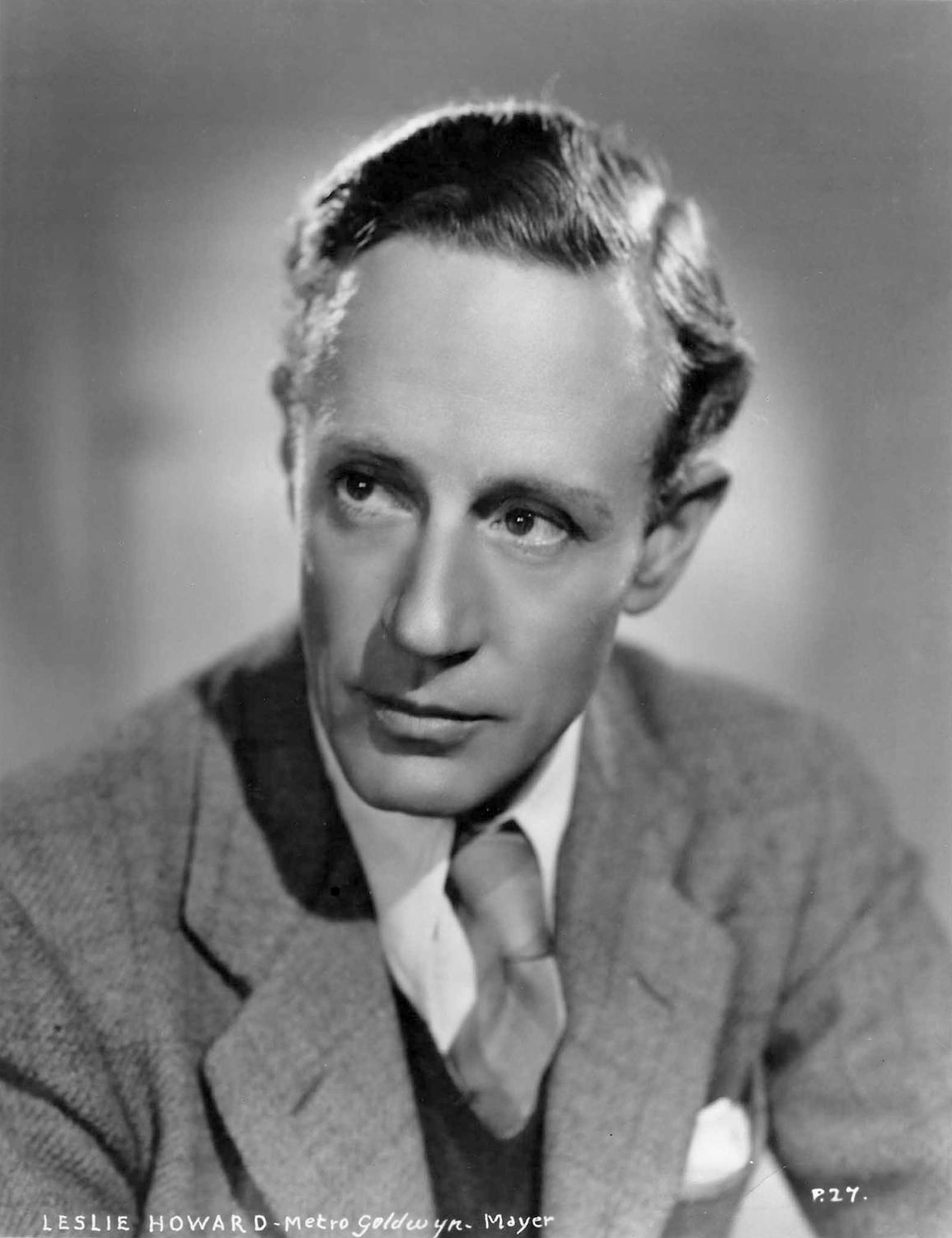
L'acteur Leslie Howard qui était le plus connu des 17 victimes du vol 777 de la BOAC